# 金丝梅
金丝梅（学名：Hypericum patulum）为藤黄科金丝桃属下的一个种。

## 扩展阅读
- 維基物種上的相關：金丝梅